# NGC 6013
NGC 6013 est une galaxie spirale barrée située dans la constellation d'Hercule. Sa vitesse par rapport au fond diffus cosmologique est de 4 642 ± 5 km/s, ce qui correspond à une distance de Hubble de 68,5 ± 4,8 Mpc (∼223 millions d'al). NGC 6013 a été découverte par l'astronome français Édouard Stephan en 1876.
La classe de luminosité de NGC 6013 est II et elle présente une large raie HI. De plus, c'est une galaxie du champ, c'est-à-dire qu'elle n'appartient pas à un amas ou un groupe et qu'elle est donc gravitationnellement isolée. Selon la base de données Simbad, NGC 6013 est une galaxie à noyau actif.
À ce jour, quatre mesures non basées sur le décalage vers le rouge (redshift) donnent une distance de 76,275 ± 10,646 Mpc (∼249 millions d'al), ce qui est à l'intérieur des valeurs de la distance de Hubble. Notons cependant que c'est avec la valeur moyenne des mesures indépendantes, lorsqu'elles existent, que la base de données NASA/IPAC calcule le diamètre d'une galaxie et qu'en conséquence le diamètre de NGC 6013 pourrait être d'environ 29,0 kpc (∼94 600 al) si on utilisait la distance de Hubble pour le calculer.